# ایسون (راهب)
ایسون (به ژاپنی: 叡尊 Eison); ۱ ژانویهٔ ۱۲۰۱ – ۲۹ سپتامبر ۱۲۹۰) یک راهب بودایی بود که فرقه شینگون ریشو را ژاپن بنیان‌گذاری کرد.